# 2e cérémonie des Gérard du cinéma
 (juin 2014).
La 2e cérémonie des Gérard du cinéma, une parodie qui récompense chaque année les pires réalisations du cinéma français, s'est déroulée le 22 février 2007 à la salle « Le Réservoir » (Paris).

## Palmarès

### Plus mauvais film avecClovis Cornillac
- Poltergay  de Éric Lavaine
  - Les Brigades du Tigre de Jérôme Cornuau
  - Le Serpent d'Éric Barbier
  - Nos voisins, les hommes (doublage) de Tim Johnson, Karey Kirkpatrick
  - Happy Feet (doublage) de George Miller

### Plus mauvais film dont personne n’a entendu parler
- Le Concile de pierre, de Guillaume Nicloux, avec Monica Bellucci
  - Les Aiguilles rouges, de Jean-François Davy avec Jules Sitruk
  - On va s'aimer, de Ivan Calbérac avec Alexandra Lamy
  - La Jungle, de Matthieu Delaporte avec Patrick Mille

### Plus mauvais membre de la famille Depardieu
- Gérard Depardieu dans Quand j'étais chanteur de Xavier Giannoli
  - Guillaume Depardieu dans Célibataires de Jean-Michel Verner
  - Julie Depardieu dans Poltergay de Éric Lavaine
  - Élisabeth Depardieu dans rien cette année
  - Carole Bouquet dans Un ami parfait de Francis Girod

### Plus mauvaise réplique
- « Ah ben ça alors ! », Audrey Tautou apprenant la vérité sur ses origines dans The Da Vinci Code
  - « J'ai fait un rêve avec toi cette nuit : on a fait l’amour et tu m'as dit merci. », Franck Dubosc dans Camping
  - « Mais c'est pas possible, il faut que ça s’arrête les catastrophes, hein ! », Thierry Lhermitte dans Les Bronzés 3 : Amis pour la vie
  - « C'est bien, l'amour. », Richard Bohringer dans C'est beau une ville la nuit

### Pire compromission alimentaire
- Thierry Lhermitte dans Incontrôlable de Raffy Shart
  - Claude Brasseur dans Camping de Fabien Onteniente
  - Gérard Lanvin dans Camping de Fabien Onteniente
  - Alexandre Astier dans Comme t'y es belle ! de Lisa Azuelos
  - Jean-Pierre Marielle dans The Da Vinci Code de Ron Howard

### Plus mauvais gamin horripilant
- Jean-Baptiste Maunier dans Le Grand Meaulnes
  - Jules Sitruk dans Les Aiguilles rouges de Jean-François Davy
  - Cindy Colpaert dans Nos jours heureux de Éric Toledano, Olivier Nakache
  - Jules Angelo Bigarnet dans Essaye-moi de Pierre-François Martin-Laval
  - Eliott Parillaud dans Camping de Fabien Onteniente

### Plus mauvais acteur ou réalisateur de 2005 qui du coup n'a pas pu tourner en 2006
- Titoff
  - Élie Semoun
  - Patrick Braoudé
  - Jean-Pierre Castaldi
  - Lou Doillon
  - Jacques Villeret (décédé en janvier 2005)

### Plus mauvais scénario philatélique (qui tient sur un timbre-poste)
- Incontrôlable par Raffy Shart
  - Célibataires par Jean-Michel Verner
  - Cabaret Paradis par Corinne Benizio
  - Les Aristos par Charlotte de Turckheim et Jean-Marie Duprez
  - La Jungle par Alexandre de La Patellière, Matthieu Delaporte et Julien Rappeneau

### Pire massacre d'une œuvre originale
- Le Grand Meaulnes de Jean-Daniel Verhaeghe
  - Piccolo, Saxo et Compagnie de Marco Villamizar, Éric Gutierez
  - Les Brigades du Tigre de Jérôme Cornuau
  - Astérix et les Vikings de Stefan Fjeldmark, Jesper Møller
  - Ô Jérusalem de Élie Chouraqui
  - Arthur et les Minimoys de Luc Besson

### Plus mauvais film à sortir en 2007 dont on suppose ou souhaite qu’il ne «rencontrera pas son public»
- Gomez vs Tavarès de Gilles Paquet-Brenner, Cyril Sebas
  - Taxi 4 de Gérard Krawczyk
  - Fracassés de Franck Llopis
  - Nos amis les Terriens de Bernard Werber
  - Trivial (La Disparue de Deauville) de Sophie Marceau, avec Christophe Lambert

### Plus mauvais acteur
- Christian Clavier dans L'Entente cordiale de Vincent de Brus
  - Michaël Youn dans Incontrôlable de Raffy Shart
  - Richard Bohringer dans C'est beau une ville la nuit de Richard Bohringer
  - Tomer Sisley dans Toi et moi de Julie Lopes-Curval
  - Jean-Paul Rouve dans Bunker Paradise de Stefan Liberski
  - Antoine de Caunes dans Un ami parfait de Francis Girod

### Plus mauvaise actrice n’ayant pas encore couché, euh, tourné avecLuc Besson
- Monica Bellucci dans Napoléon (et moi) de Paolo Virzì
  - Aure Atika dans Comme t'y es belle ! de Lisa Azuelos
  - Olivia Bonamy dans Célibataires de Jean-Michel Verner
  - Cécile de France dans Mauvaise Foi de Roschdy Zem
  - Audrey Tautou dans Hors de prix de Pierre Salvadori
  - Romane Bohringer dans C'est beau une ville la nuit de Richard Bohringer

### Plus mauvais film
- Les Bronzés 3 : Amis pour la vie de Patrice Leconte
  - Camping de Fabien Onteniente
  - Madame Irma de Didier Bourdon et Yves Fajnberg
  - Incontrôlable de Raffy Shart
  - L'Entente cordiale de Vincent de Brus
  - Les Aristos de Charlotte de Turckheim

### Plus mauvaise actrice bénéficiant des réseaux de son mari
- Arielle Dombasle dans Nouvelle chance